# Straight Outta Compton
Cet article concerne l'album. Pour le film, voir NWA : Straight Outta Compton.
Albums de N.W.A
NWA and the Posse
(1987) 100 Miles and Runnin'
(1990)
Singles
1. Straight Outta Compton
Sortie : 10 juillet 1988
2. Gangsta Gangsta
Sortie : 5 septembre 1988
3. Express Yourself
Sortie : 27 mars 1989

Straight Outta Compton est le premier album studio du groupe de rap américain N.W.A, sorti le 8 août 1988 sur le label Ruthless Records.
Intégralement produit par Dr. Dre et DJ Yella, cet album marque un tournant dans l'histoire du rap, introduisant et popularisant le gangsta rap. Il est considéré comme étant l'un des plus grands et des plus influents albums de l'histoire du rap et a eu un impact important sur l'évolution du hip-hop. Il s'agit de l'unique album du groupe sorti avec l'ensemble de ses membres, Ice Cube et Arabian Prince ayant quitté le groupe en 1989. Le reste des membres sortiront le deuxième et dernier album du groupe, trois ans plus tard, en 1991, avant leur séparation.
Le 24 septembre 2002, une réédition de l'album est sortie, comprenant quatre titres supplémentaires à la version originale. Puis, le 4 décembre 2007, une nouvelle version voit le jour pour célébrer les vingt ans de la sortie de l'album.

## Production et contenu
L'album est également connu, informellement, sous le nom de Git Yo Cracker Ass Outta Here, titre original censuré lors de la sortie officielle[réf. nécessaire].
Sur cet album, MC Ren rejoint le groupe pour la formation initiale : Dr. Dre, Ice Cube, Eazy-E, lui et DJ Yella.
Les thèmes abordés sont la violence (Gangsta Gangsta), la drogue (Dope Man) et les violences policières (Fuck tha Police).

## Réception et postérité
À sa sortie, le disque connut une vive controverse, notamment à cause du titre Fuck tha police, dans lequel le groupe dénonçait le racisme et la violence des forces de l'ordre de Los Angeles.
L'album, qui s'est classé à la 9e au Top R&B/Hip-Hop Albums et 37e au Billboard 200, a été certifié double disque de platine le 27 mars 1992 par la RIAA. Le 11 novembre 2015, il est certifié triple disque de platine, comptant plus de trois millions d'exemplaires vendus aux États-Unis.
L'album est classé à la 144e place des 500 plus grands albums de tous les temps selon le magazine Rolling Stone. Il figure également dans la liste des 1001 albums qu'il faut avoir écoutés dans sa vie (2006).
Le titre Fuck tha Police est à la 425e place des 500 Greatest Songs of All Time du magazine Rolling Stone, en 2003.
En 1989, Express Yourself fut un tube à la suite de sa sortie en single.

## Liste des pistes
| No  | Titre                                                 | Contient un (des) sample(s) de | Durée |
| --- | ----------------------------------------------------- | --- | ----- |
| 1.  | Straight Outta Compton                                | Amen, Brother des Winstons Get Me Back on Time, Engine #9 de Wilson Pickett Take Me to the Mardi Gras de Bob James Burn Rubber on Me (Why You Wanna Hurt Me) du Gap Band You'll Like It Too de Funkadelic West Coast Poplock de Ronnie Hudson & The Street People | 4:19  |
| 2.  | Fuck tha Police                                       | It's My Thing de Marva Whitney Funky Drummer de James Brown Get Me Back on Time, Engine #9 de Wilson Pickett Funky President de James Brown The Boogie Back du Roy Ayers Ubiquity Feel Good de Fancy Ruthless Villain d'Eazy-E featuring MC Ren | 5:45  |
| 3.  | Gangsta Gangsta                                       | N.T. de Kool & The Gang Funky Worm des Ohio Players Troglodyte (Cave Man) du Jimmy Castor Bunch Impeach the President des Honey Drippers Be Thankful for What You Got de William DeVaughn Sonnet to My Idol de Lady Reed God Make Me Funky des Headhunters featuring The Pointer Sisters Take the Money and Run du Steve Miller Band Weak at the Knees de Steve Arrington La Di Da Di de Doug E. Fresh et Slick Rick (You Gotta) Fight for Your Right (To Party!) des Beastie Boys Eazy-Duz-It d'Eazy-E My Philosophy des Boogie Down Productions | 5:36  |
| 4.  | If It Ain't Ruff                                      | A Star in the Ghetto de l'Average White Band et Ben E. King Don't Believe the Hype de Public Enemy Straight Outta Compton de NWA Ruthless Villain d'Eazy-E featuring MC Ren | 3:34  |
| 5.  | Parental Discretion Iz Advised (featuring The D.O.C.) | I Turned You On des Isley Brothers | 5:16  |
| 6.  | 8 Ball (Remix)                                        | West Coast Poplock de Ronnie Hudson & The Street People The New Style des Beastie Boys (You Gotta) Fight for Your Right (To Party!) des Beastie Boys Girls des Beastie Boys Boyz-N-The-Hood d'Eazy-E | 4:52  |
| 7.  | Something Like That                                   | I Think I'd Do It de Z. Z. Hill Take the Money and Run du Steve Miller Band Down on the Avenue du Fat Larry's Band | 3:35  |
| 8.  | Express Yourself                                      | Express Yourself de Charles Wright & the Watts 103rd Street Rhythm Band Dopeman de NWA | 4:25  |
| 9.  | Compton's N the House (Remix)                         | Cinderfella Dana Dane de Dana Dane It's My Turn de Dezo Daz featuring DJ Slip | 5:20  |
| 10. | I Ain't tha 1                                         | The Message (Inspiration) de Brass Construction | 4:54  |
| 11. | Dope Man (Remix)                                      | I'm Bad de LL Cool J | 5:20  |
| 12. | Quiet on tha Set                                      | The Unsafe Bridge de Laura Olsher Funky Drummer de James Brown Funky President de James Brown I Get Lifted de KC and the Sunshine Band featuring George McCrae Rock Creek Park des Blackbyrds Scratchin' du Magic Disco Machine Take the Money and Run du Steve Miller Band Catch a Groove de Juice Ain't We Funkin' Now des Brothers Johnson Bring It Here de Wild Sugar AJ Scratch de Kurtis Blow Straight Outta Compton de NWA Just Rhymin' With Biz de Big Daddy Kane featuring Biz Markie Ruthless Villain d'Eazy-E featuring MC Ren         | 3:59  |
| 13. | Something 2 Dance 2                                   | Mighty Mouse Theme de Philip A. Scheib et Marshall Barer Dance to the Music de Sly and the Family Stone You're the One for Me de D. Train Change the Beat (Female Version) de Beside | 3:22  |

| 14. | Express Yourself (Extended Mix)       | Express Yourself de Charles Wright & the Watts 103rd Street Rhythm Band | 4:42 |
| 15. | Bonus Beats                           |                                                                         | 3:03 |
| 16. | Straight Outta Compton (Extended Mix) |                                                                         | 4:53 |
| 17. | A Bitch Iz a Bitch                    | Papa Was Too de Joe Tex                                                 | 3:10 |

| 14. | Fuck tha Police (Tribute Remix) (featuring Bone Thugs-N-Harmony)   | 5:02 |
| 15. | Gangsta Gangsta (Tribute Remix) (featuring Snoop Dogg et C-Murder) | 4:39 |
| 16. | Dopeman (Tribute Remix) (featuring Mack 10)                        | 4:01 |
| 17. | If It Ain't Ruff (Tribute Remix) (featuring WC)                    | 3:44 |
| 18. | Compton's in the House (Live)                                      | 2:02 |

## Classements et certifications

### Classements
| Classements (1989),                 | Meilleure position |
| ----------------------------------- | ------------------ |
| États-Unis - Billboard Top LPs      | 37                 |
| États-Unis - Billboard Top Soul LPs | 9                  |

| Pays et classements (1991) | Meilleure position |
| -------------------------- | ------------------ |
| Australie (ARIA)           | 51                 |

| Classement (2003),            | Meilleure position |
| ----------------------------- | ------------------ |
| Irlande - Irish Albums Chart  | 20                 |
| Royaume-Uni - UK Albums Chart | 35                 |
| Royaume-Uni (R&B Albums)      | 6                  |

| Pays et classements (2015)   | Meilleure position |
| ---------------------------- | ------------------ |
| Australie (ARIA)             | 8                  |
| Autriche (Ö3 Austria Top 40) | 55                 |
| France (SNEP)                | 17                 |
| Irlande (IRMA)               | 7                  |
| Norvège (VG-lista)           | 38                 |
| Suisse (Schweizer Hitparade) | 66                 |
| États-Unis - Billboard 200   | 4                  |

| Classement (2023)        | Meilleure place |
| ------------------------ | --------------- |
| Royaume-Uni (R&B Albums) | 1               |

### Certifications
| Pays                                                                                                   | Certification | Ventes    |
| --- | ------------- | --------- |
| États-Unis (RIAA)                                                                                      | 3 × Platine   | 3 000 000 |
| Royaume-Uni (BPI)                                                                                      | Platine       | 300 000   |
| *Ventes selon la certification ^Mise en rayon selon la certification xNon précisé par la certification |               |           |